# 6851 Chianti
6851 Chianti este un asteroid din centura principală de asteroizi.

## Descriere
6851 Chianti este un asteroid din centura principală de asteroizi. A fost descoperit pe 1 septembrie 1981 la Observatorul La Silla de Henri Debehogne. Asteroidul prezintă o orbită caracterizată de o semiaxă mare de 2,20 ua, o excentricitate de 0,13 și o înclinație de 3,8° în raport cu ecliptica.